# Мотоніс Микола Миколайович
Микола Мотоніс (*д/н — †20 лютого 1787) — український письменник, перекладач, вчений-філолог, викладач, один з провідників просвітництва в Україні.

## Життєпис

### Молоді роки
Народився у Ніжині у родині середніх статків. Серед далеких предків були грецькі купці. Здобув освіту у Києво-Могилянській академії. Спочатку студіював під орудою Гедеона Слонімського. Закінчив навчання класом філософії, відзначався «великою охотою, раченієм и прилежанієм». Захоплювався математикою, філософією, історією та мовами. Тут затоваришував з Григорієм Козицьким. У 1747 році вони разом супроводжували молодих графів Гудовичів за кордон. Виїхав до Бреслау (тепер м. Вроцлав, Республіка Польща), де у гімназії св. Єлизавети вивчав мови та філософію. Навесні 1749 році зараховано у Лейпцизького університету. Втім не вистачило грошей на навчання. За браком грошей Микола Мотоніс вимушений був пристати на пропозицію Петербурзької академії наук, яка в обмін на щорічну стипендію у 100 карбованців (з березня 1752 року — 150 карб.) запропонувала довічну службу. Окрім того академія зобов'язала Мотоніса вивчити російську мову. У Лейпцигу слухав лекції з математики, філософії, історії та європейських мов.

### На російській службі
У 1756 році Микола Мотоніс, після завершення навчання, переїздить до Санкт-Петербурга й успішно складає іспити перед академічним зібранням. З 1757 року викладав грецьку мову та латину у вищих латинських класах гімназій при Петербурзькій академії наук. У проекті штату гімназії, складеному у березні 1758 року, Микола Ломоносов пропонував Мотоніса на посаду ректора «верхнего старшего латинскаго класса». Та за розпорядженням академічної канцелярії Мотонісу доручено було виправляти переклади, що публікувались у журналі «Ежемесячные сочинения» Г.-Ф. Міллера та «Трудолюбивая пчела» О. Сумарокова. У 1759 році Мотоніс отримав звання ад'юнкта академії.
У 1762 році Миколу Мотоніса залучено до роботи в Комісії зі складання проекту Нового Уложення законів Російської імперії. За успішну роботу в Комісії його удостоєно чину колезького асесора. У 1767 році обрано почесним академіком. У травні 1764 року імператорським наказом Мотоніса відкликано з Петербурзької академії наук та призначено секретарем Герольдмейстерської контори Сенату, де він понад 10 років працював разом зі своїми друзями та учнями по Академічному університету: І.Туманським, В.Крамаренковим, Я.Ковельським.
У 1765 році на прохання графа Г.Орлова Мотоніс разом із Г.Козицьким розбирав архів Миколи Ломоносова: інвентаризував рукописи (з детальним їх описом) та відбирав книги, взяті знаменитим ученим із бібліотеки Санкт-Петербурзької АН. Згодом Г.Орлов залучив Мотоніса й до опрацювання пізніше придбаних ним бібліотеки та архіву М. Ломоносова.
Обраний депутатом Комісії зі складання проекту Нового Уложення законів Російської імперії від шляхти Гадяцького, Миргородського та Полтавського полків, Мотоніс вірив у можливість реформувати суспільство, вдосконалюючи його шляхом поширення знань, освіти, виховання на гуманістичних засадах. Тому на засіданнях Комісії він обстоював природне право рівності всіх людей, знатних та чесних лише своєю працею, вихованням і доброчинністю. Закликав перш за все до правової рівності, наголошуючи, що «законы должны под вергать одному и тому же наказанию людей всякого чина и достоинства без лицеприятия».

### Останні роки
Остаточний розпуск Комісії у 1773 році означав для нього особисто крах усіх ілюзій і сподівань. Незабаром відбулося й звільнення Миколи Мотоніса із Сенату. Формальним приводом послужила сфабрикована й начебто пов'язана з обер-секретарем 3-го департаменту Сенату справа про надані Ніжинському грецькому братству певні послаблення. У зв'язку з цим у 1775 році вийшов іменний наказ, який по збавляв Мотоніса усіх чинів і надалі не дозволяв обіймати жодних державних посад. Однак безпідставність звинувачення була настільки очевидною, що вже за десять днів вийшов інший наказ імператриці Катерини II, яким ці звинувачення повністю знімались. Але повернутись до Сенату він уже не зміг, адже наказ передбачав «возвратить ему прежний чин и определить к делам в другое место».
Мотоніс змушений був піти у відставку й повернутися до свого маєтку на хуторі Липовий Ріг біля Ніжина, де й помер 20 лютого 1787 року.

## Творчість
Ще перебуваючи за кордоном, у 1752 р. він (разом з Григорієм Козицьким) переклав «Камень соблазна» І.Мінятія. Працю (яку було оформлено у два стовпчики: в одному з них надруковано оригінальний текст, а у другому — переклад) друзі-співавтори присвятили своєму наставнику у Києво-Могилянській академії В.Лящевському. Крім власне перекладу, вони здійснили текстологічну роботу, зробивши деякі виправлення в оригінальному тексті, звіривши його з усіма джерелами й письменниками, на яких Мінятій посилався, а важкозрозумілі місця прокоментували самі. До перекладу додали також іменний покажчик.
Вже після переїзду до Санкт-Петербургу, Мотоніс російською мовою переклав праці французького гуманіста Марка Мюре «Речь о пользе и превосходст ее свободных наук» та Еразма Роттердамського «Разговор об искусстве удобовразумляющем».
Був одним із найактивніших співробітників сумароковської «Трудолюбивой пчелы» та «Ежемесячных сочинений» Г.- Ф. Міллера. Однак у 1760 році з невідомих причин припинив співпрацю з Міллером.
Крім перекладів, залишив оригінальну працю — есе під назвою «Рассуждение о двух главных добродетелях, которые писателю истории иметь необходимо должно…». У ньому Мотоніс виклав думки про моральний обов'язок історика, його завдання та призначення. Він вважав, що історику можна навіть про бачити і деяку обмеженість знань, і огріхи при використанні джерел, хоча це саме по собі варте осуду, але йому не можна вибачити нещирості, перекручування фактів, забобонності та некритичності.
Мотоніс вважається одним із корифеїв демографічної думки в Україні. Готуючи «Наказ про скликання Комісії зі складання проекту Нового Уложення законів Російської імперії», він включив розділ «О розмножении народа в государстве», присвячений питанням збільшення людності у Російській державі. Мотоніс увів також в обіг термін «велелюдство», аналогічний до «народонаселення», який дістав широке розповсюдження в Західній Європі. Будучи депутатом Комісії, запропонував запровадити статистичний облік дворянства у регіональному розрізі.
У 1773 р. у Санкт-Петербурзі вийшов довідник Миколи Мотоніса «Краткие географические, политические и исторические ведомости о Малой России» — про адміністративний поділ, правовий статус міст, історію, становий склад суспільства, «чисельність народу» у Лівобережній Україні за даними ревізії 1763–1764 рр. Книгу було надруковано за підтримки Григорія Козицького.
Навіть перебуваючи в Санкт-Петербурзі, Мотоніс не забував про Києво-Могилянську академію, у різні роки надіслав до її бібліотеки 17 книг. Між іншим, у 1768 році у каталозі книг, пожертвуваних до бібліотеки бурси Києво-Могилянської академії, значаться «Тезауровая философия», «Иоанна Златоустого Беседы из Бытия», «История о римских императорах с Августа по Константина» в 2-х томах, «Собрание разных сочинений в стихах и в прозе» М. Ломоносова, ще 10 видань латинською мовою (серед них — Овідій, Е.Роттердамський та ін.).